# Salcedoa
Salcedoa là một chi thực vật có hoa trong họ Cúc (Asteraceae).

## Loài
Chi Salcedoa gồm các loài: